# Rio Gauja
O rio Gauja (estónio: Koiva jõgi; livoniano: Koiva; alemão: Livländische Aa) é um dos mais longos rios da Letónia, com um comprimento de 452 km (281 milhas) e uma área de 8.900 quilômetros quadrados (3,436.3 sq mi). Sua origem está nas montanhas do sudeste Cēsis. Começou por fluxos de leste e norte e faz fronteira com a Estónia por cerca de 20 km (12 mi). Sul de Valga e Valka, ela gira no sentido oeste de Valmiera, continuando sudoeste e perto Cēsis Sigulda. O Gauja segue para o Mar Báltico à nordeste de Riga.
Em Cesis distrito a distrito e Riga Gauja moldada tem o mais profundo vale do rio da Letónia com os bancos até 90 metros (295 pés) de altura. Esta parte do vale Gauja contém numerosos monumentos naturais e culturais e que foi declarado um parque nacional (Parque Nacional Gauja) em 1973.
O letão-nascido explorador Aleksandrs Laime Gauja deu o nome ao rio que alimenta o Salto Ángel na Venezuela.